# 사마귀붙이과
사마귀붙이과(Mantispidae)는 풀잠자리목의 한 과이다. 사마귀붙이류는 사마귀와 생김새가 유사하게 생겼다. 하지만 이름과는 달리 사마귀와는 전혀 다른 종류의 곤충이다. 사마귀의 앞발처럼 생긴 작은 낫모양의 앞발로 작은 곤충을 잡아먹는다.

## 생태
사마귀붙이과의 곤충들은 기생 곤충으로, 과변태를 한다. 성충이 알을 낳으면 다리 달린 유충이 부화하여 거미 알집 등의 기생할 곳을 찾아다닌다. 거미 알집을 찾은 유충들은 탈피를 하면 다리가 없는 구더기 형태의 유충이 되는데, 거미 알집과 새끼 거미들을 먹으면서 자라서 그 안에서 고치를 짓고 번데기가 된다. 번데기는 우화 직전 거미 알집에서 빠져나오고 우화한다.

## 한국의 사마귀붙이류
- 사마귀붙이
- 애사마귀붙이
- 새애사마귀붙이
- 끝검은사마귀붙이